# Квир теорија
Квир теорија је област критичке теорије која је настала у последњој деценији XX века из геј и лезбијских и феминистичких студија. Велики утицај на развој квир теорије имали су радови Ив Кософски Сеџвик и Џудит Батлер настали под снажним утицајем француског филозофа Мишела Фукоа.

## Основи квир теорије
Сам појам „квир“ (engl. Queer, у првобитном значењу чудан, настран) користио се дуго времена као погрдан термин за хомосексуалце.
Суштина квир теорије је деконструкција и одбијање наметнутих норми, било да се ради о сексуалности, роду, полу или другим стварима. Квир теорија полази од чињенице да идентитет није фиксан већ променљив односно флуидан. Према квир теоретичарима људска бића постају оно што јесу тако што усвајају (интернализују) постојеће друштвене норме и вредности а затим те вредности преносе на друге чиме се репродукује друштвени нормативни систем.
Квир теорија жестоко критикује друштво, па и геј и лезбијске и феминистичке студије из којих је настала, а које оцењује као конформистичке, посебно због усвајања и копирања постојећих друштвених института.